# Эрнст, Адольф
Густав Адольф Эрнст (нем. Gustav Adolf Ernst, исп. Adolfo Ernst; 1832—1899) — немецкий (силезский) естествоиспытатель в Венесуэле.

## Биография
Адольф Эрнст родился 6 октября 1832 года в силезском городе Примкенау (ныне — Пшемкув, Польша) в семье Адольфа Эрнста и Катрины Бишофф. Учился в лицее Примкенау, затем поступил на естественнонаучный факультет Берлинского университета. В 1858 году переехал в Гамбург.
В 1861 году Адольф эмигрировал в столицу Венесуэлы Каракас. В 1864 году он женился на Энрикете Трессельт.
В 1867 году Эрнст основал в Каракасе Общество физических и естественных наук. В 1873 он принимал участие в организации Всемирной выставки в Вене, в 1876 — в Филадельфии. В 1875 году Эрнст был назначен первым директором Национального музея в Каракасе и директором университетской библиотеки. Также он работал профессором немецкого языка и естественных наук в Университете Венесуэлы. В 1889 году Университет присвоил Эрнсту степень доктора философии без защиты диссертации.
Адольф Эрнст скончался 12 августа 1899 года.

## Некоторые научные работы
- Ernst, A. Las Familias mas importantes del reino vegetal. — Caracas, 1881. — 80 p.

## Названы в честь А. Эрнста
- Ботанический журнал Ernstia Центрального университета Венесуэлы (с 1981)
- Cissus ernstii Suess., 1953 [= Cissus fuliginea Kunth, 1822]
- Clavija ernstii Hook.f., 1887 [= Clavija clavata Decne., 1876]
- Coccoloba ernstii J.R.Johnst., 1905 [= Coccoloba cruegeri Lindau, 1896]
- Disciphania ernstii Eichler, 1883
- Epidendrum ernstii Schltr., 1919 [= Epidendrum klotzscheanum Rchb.f., 1850]
- Ficus ernstiana Pittier, 1937 [= Ficus crocata (Miq.) Mart. ex Miq., 1867]
- Govenia ernstii Schltr., 1919 [= Govenia utriculata (Sw.) Lindl., 1839]
- Habenaria ernstii Schltr., 1919
- Lecidea ernstiana Müll.Arg., 1877 [= Phyllopsora ochroxantha (Nyl.) Zahlbr., 1939]
- Peperomia ernstiana C.DC., 1869 [= Peperomia venezueliana C.DC., 1866]
- Pleurothelium ernstianum Müll.Arg., 1877 [= Architrypethelium seminudum (Mont.) Aptroot, 1991]